# Kościół Niepokalanego Serca Najświętszej Maryi Panny w Radwanicach
Kościół pw. Niepokalanego Serca Najświętszej Maryi Panny – rzymskokatolicki kościół filialny należący do parafii św. Michała Archanioła w Łagoszowie Wielkim (dekanat Głogów – NMP Królowej Polski diecezji zielonogórsko-gorzowskiej).

## Historia
Jest to dawna świątynia ewangelicka, wzniesiona w 1878 roku w stylu neogotyckim, na miejscu starsze, drewnianej, wybudowanej w 1742 roku. Budowla jest murowana, powstała na planie prostokąta, posiada wysoką wieżę od strony zachodniej. Kościół posiada relikwie św. Pio z Pietrelciny oraz św. Siostry Faustyny Kowalskiej.